# Chiloconger
Chiloconger is een geslacht van straalvinnige vissen uit de familie van zeepalingen (Congridae).

## Soorten
- Chiloconger dentatus (Garman, 1899)
- Chiloconger philippinensis Smith & Karmovskaya, 2003